# Dale Strong
Dale Whitney Strong (Monrovia, 8 maggio 1970) è un politico statunitense, dal gennaio 2023 membro della Camera dei Rappresentanti per lo stato dell'Alabama.

## Biografia
Nato in Alabama, Strong ha frequentato l'Università statale di Athene e di Hustinville.
Strong ha lavorato per l'Alabama First Bank, 
Entrato in politica con il Partito Repubblicano, nel 1996 viene eletto nella commissione della contea di Madison, e di cui diviene presidente nel 2012.
Nel 2022 si candida alla Camera dei Rappresentanti nel quinto distretto dell'Alabama dopo la decisione di Mo Brooks di non ricandidarsi.  Vince poi le elezioni generali di novembre con il 67% dei voti, entrando in carica come deputato il 3 gennaio 2023.
Già prima di entrare in carica ha supportato la candidatura di Donald Trump per le elezioni presidenziali del 2024, ha inoltre sostenuto il leader McCarthy per la posizione di Speker.

## Vita privata
Sposato dal 1981 con Laura Toney Strong. La coppia ha due figli.